# Црква Св. апостола Петра и Павла у Комирићу
Црква Св. апостола Петра и Павла у Комирићу, насељеном месту на територији општине Осечина, припада Епархији шабачкој Српске православне цркве. Црква је подигнута као прва православна богомоља у Рађевини после Другог светског рата.
Црква посвећена светим апостолима Петру и Павлу, подигнута је у периоду од 1991. до 1997. годин, када је 12. јула освештана од стране епископа шабачког Лаврентија.